# HD 213973
HD 213973，又名BD+69 1262，SAO 20150、HR 8595，是一颗恒星，视星等为6.6，位于銀經111.5，銀緯10.17，其B1900.0坐标为赤經22h 30m 8.8s，赤緯+69° 10.17′ 45″。